# Хаскёй
Хаскёй (тур. Hasköy, арм. Խասգյուղ) — город и район в провинции Муш (Турция, Западная Армения).

## Этимология
Название Хаскёй («Хасская деревня») восходит к армянскому Хартс («болото»).

## История

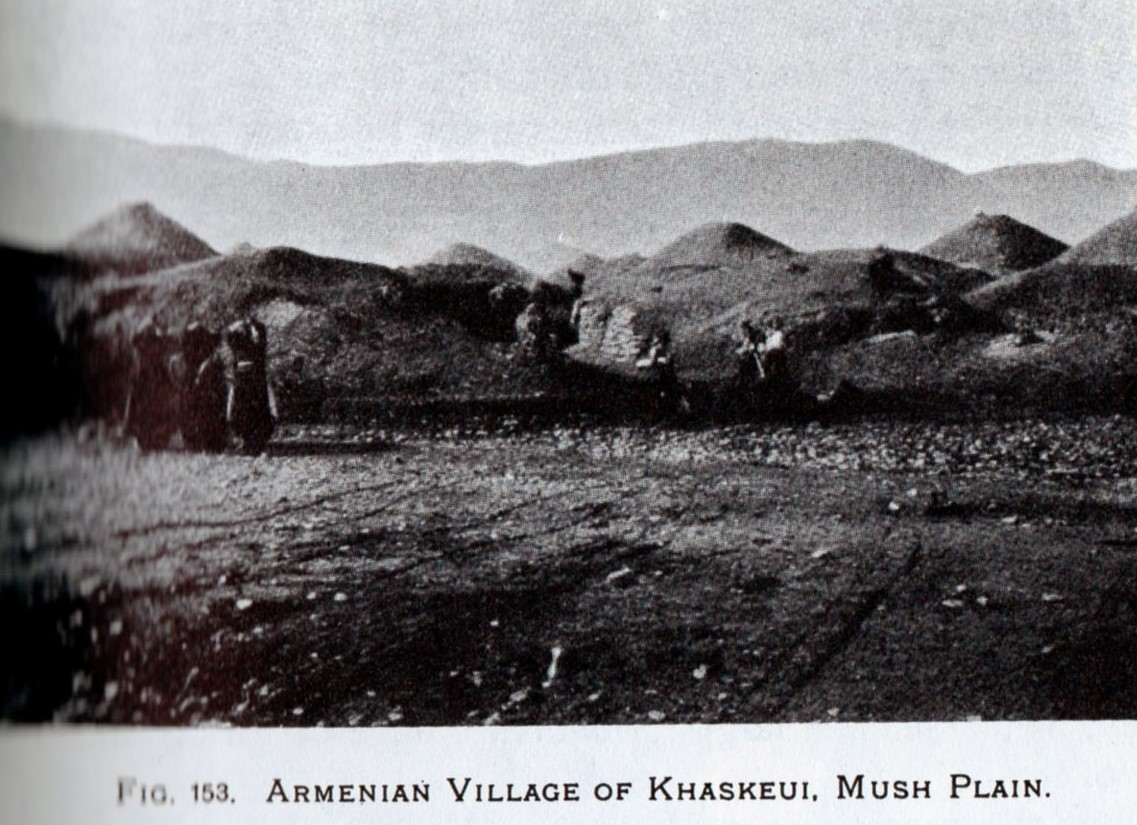
Армяне Хаскёя в начале XX века

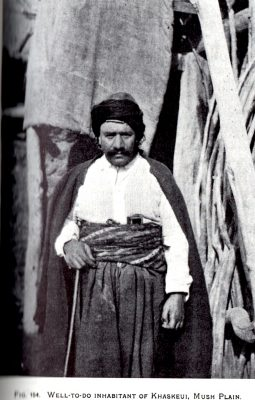
Зажиточный житель Хаскёя

Эти места были населены ещё в античные времена. В средние века за эти места шла борьба между Византией и Арабским халифатом. После поражения византийцев в битве при Манцикерте сюда стали переселяться турки. Ирландский географ и путешественник Генри Финнис Блосс Линч писал:
Деревни на равнине, по-видимому, были по большей части армянскими, но в некоторых армянских деревнях частично проживают курды. Мы остановились перекусить в одном из крупнейших из них, армянском поселении Хаскёй. Это типичное армянское жилище, напоминающее ряд муравейников; но на моем рисунке нет группы вековых деревьев, которые примыкают к нему, - необычного ориентира на этом пространстве. В Хаскёе насчитывается не менее 300 домов и 2 церкви, а также руины более древних святилищ. Но школа была закрыта по приказу правительства, и только один процент крестьян умел читать и писать. Священник показался мне невежественным человеком; бедняга, его недавно посадили в тюрьму по обвинению в неуплате налогов. Если бы только армянские патриоты позаботились о реформе сельского духовенства, какой неоценимый урожай собрала бы наша нация! Жители деревни являются хорошим примером армянского крестьянства – такие широкие плечи и массивные бедра! Они были довольно состоятельными людьми, некоторые из них жили в достатке. Их решительный вид производит впечатление. Хаскёй раскинулся на открытой местности посреди просторной равнины, в то время как Муш приютился под стеной южного горного хребта.

## Демография
Главный город и две близлежащие деревни населены арабами из племени бидри, в то время как курды проживают в остальных 16 деревнях. Племя бидри знает арабский и курдский языки. До Геноцида армян в 1915 году в этом районе проживало 4000 армян.

## Уроженцы
- Гиязеттин Саян — немецкий политик из партии «Левые».